# Oursbelille
Oursbelille ist eine französische Gemeinde im Département Hautes-Pyrénées in der Region Okzitanien. Sie liegt im Arrondissement Tarbes und zum Kanton Bordères-sur-l’Échez.

## Geographie
Oursbelille hat 1215 Einwohner (Stand 1. Januar 2022) auf 11,33 Quadratkilometern und liegt etwa 7 Kilometer nordnordwestlich von Tarbes in der Landschaft Bigorre am Échez und seinem Nebenfluss Souy. An der westlichen Gemeindegrenze verläuft die Géline.

## Einwohnerentwicklung
- 1962: 0689
- 1968: 0843
- 1975: 0984
- 1982: 1105
- 1990: 1213
- 1999: 1198
- 2006: 1200
- 2010: 1219

## Sehenswürdigkeiten
Neben der Kirche Invention-de-Saint-Étienne ist das heute privat genutzte Château de la Montjoie hervorzuheben.

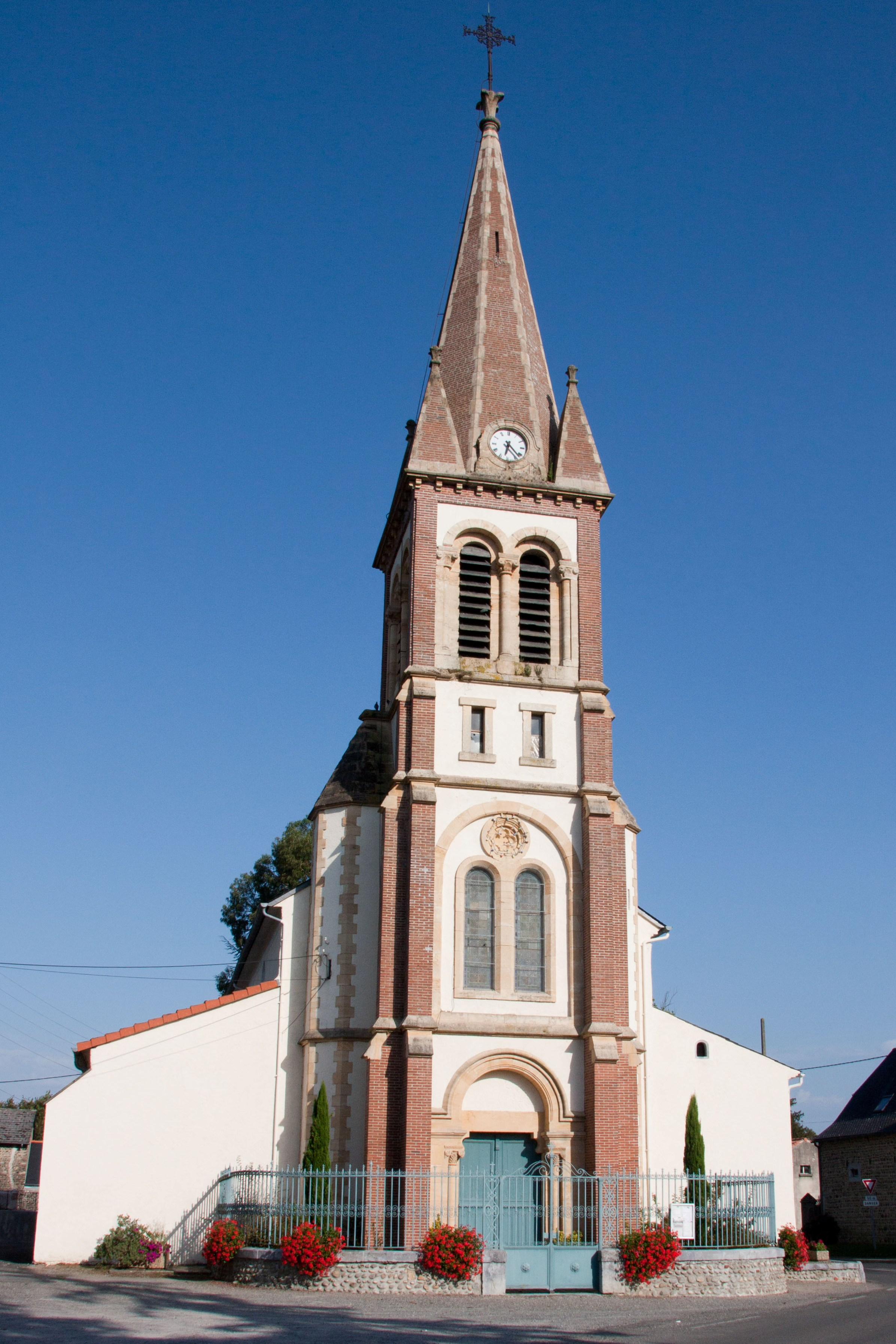
Kirche Invention-de-Saint-Étienne